# Abtpräses

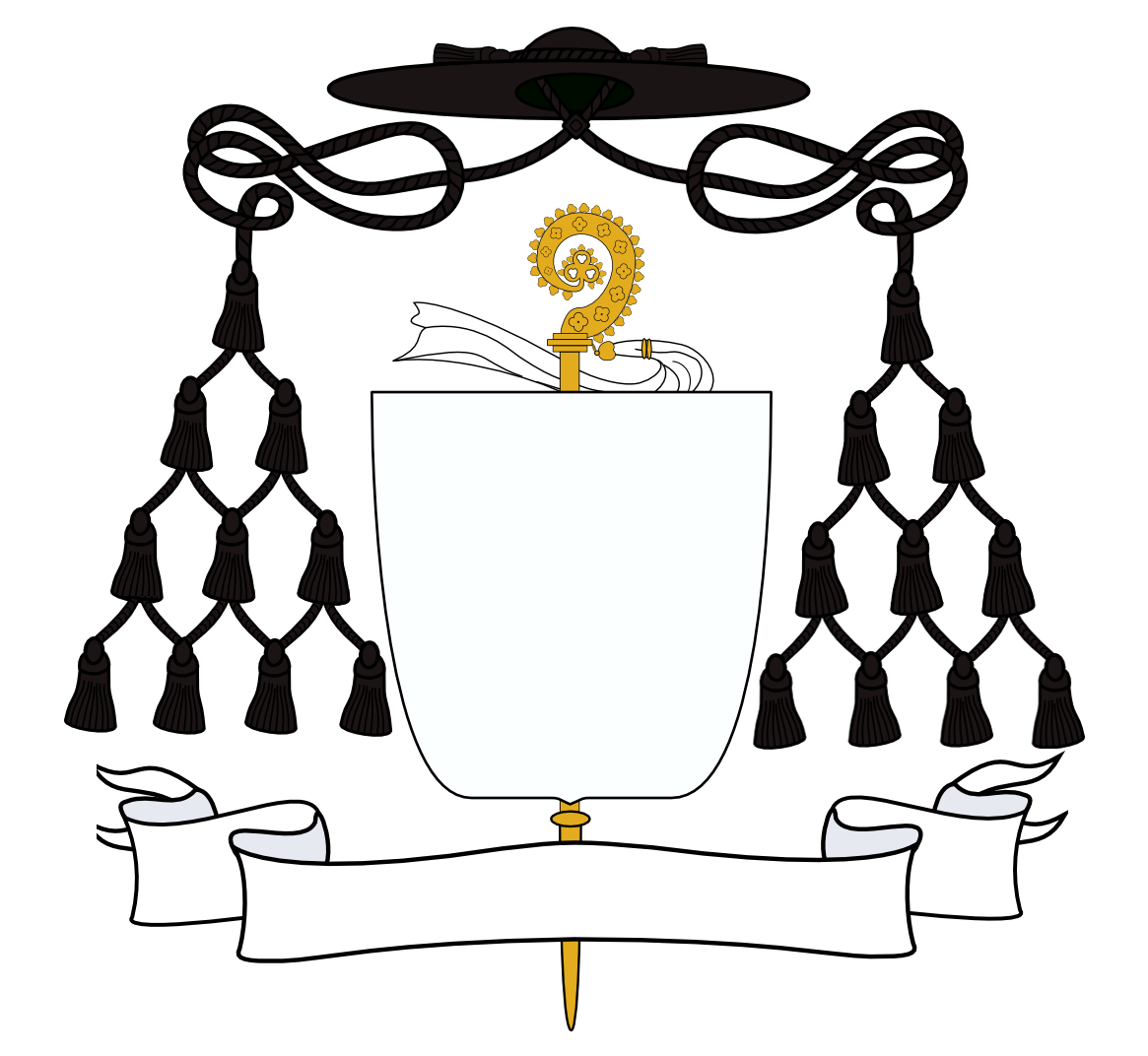
Wappenmuster eines Abtpräses

Den Titel Abtpräses (lateinisch abbas praeses), historisch auch erster Präsident (praesidens principalis), trägt im deutschsprachigen Raum der Leiter (lateinisch supremus moderator) einer monastischen Kongregation der Benediktiner und der Zisterzienser der allgemeinen Observanz.
Er gehört zu den Höheren Oberen (superiores maiores), seine Rechte über die Einzelklöster sind aber eingeschränkt. Sie werden von den Konstitutionen/Satzungen näher umschrieben. Aufgabe des Abtpräses ist es unter anderem, die Kongregation nach außen zu vertreten, den Vorsitz im Generalkapitel zu führen, Abts- und Äbtissinnenwahlen zu leiten und die geistliche und wirtschaftliche Lage der einzelnen Klöster im Zuge von Visitationen zu überprüfen. In Streitsachen zwischen Ordensangehörigen seiner Mönchskongregation ist er 2. Instanz.
Der Abtpräses hat die Präzedenz vor den anderen Äbten seiner Kongregation.
Man unterscheidet zwischen:
- dem gewählten Abtpräses (praeses electus): Er wird von den Äbten und Deputierten der Kongregation auf dem Generalkapitel auf bestimmte Zeit gewählt. Je nach den Konstitutionen kann er
1) Abt eines Klosters,
2) für das Amt des Präses freigestellter Abt oder aber
3) ein Mönch der Kongregation sein, der dann erst die Abtsweihe erhält.
Seine Amtszeit dauert meist 6 Jahre, Wiederwahl ist möglich (sog. Praeses-System).
- dem geborenen Abtpräses (praeses natus): Er ist Abt des Hauptklosters einer Kongregation und wird durch die Wahl zum Abt seiner Abtei automatisch auch Haupt der Kongregation (sog. Erzabt-System). In einigen Kongregationen heißt der „geborene Obere“ einer Kongregation daher auch Erzabt. In den Zweigorden der Benediktinischen Konföderation heißt er Generalabt.

Die Kongregationen der Benediktinerklöster bilden zusammen die sogenannte Benediktinische Konföderation, deren oberster Repräsentant den Titel Abtprimas trägt.